# Mucuna argyrophylla
Mucuna argyrophylla är en ärtväxtart som beskrevs av Paul Carpenter Standley. Mucuna argyrophylla ingår i släktet Mucuna och familjen ärtväxter. Inga underarter finns listade i Catalogue of Life.